# Honda Dream Model E
Het Honda Dream Model E was de eerste motorfiets met een viertaktmotor van het Japanse merk Honda. 

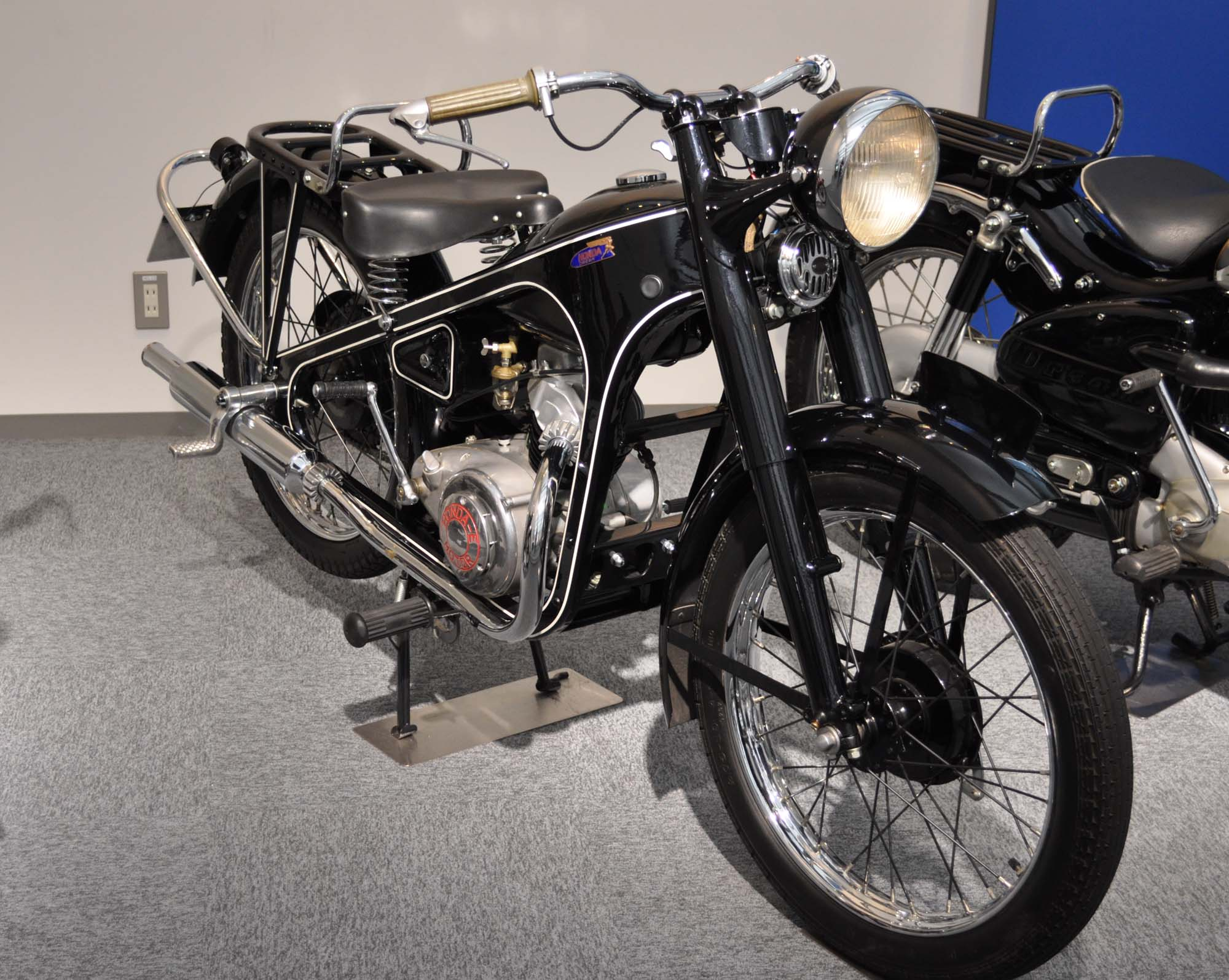
Honda Dream Model E uit 1951

## Voorgeschiedenis

### Mikuni No. 6, Chimney, Model A, Model B, Model C en Dream Model D
In 1946 was Soichiro Honda op het idee gekomen te beginnen met de productie van gemotoriseerde fietsen. Hij werd geïnspireerd door een 50cc-Mikuni generatortje dat door het Japans Keizerlijk Leger. was gebruikt voor de stroomvoorziening van de Japanse No. 6 draadloze militaire radio. Mikuni had nog een - inmiddels overtollig geworden - voorraad van 500 van deze generatortjes en daarmee begon Honda zijn bedrijf. Toen de Mikuni-motortjes op raakten ontwierp hij zelf een nieuw tweetaktmotortje, dat de bijnaam "chimney" kreeg omdat de cilinderbus door de toegepaste getrapte zuiger erg smal en hoog was, zoals een schoorsteentje. Het ontwerp was echter te vooruitstrevend, de in die tijd beschikbare metalen maakten de productie nog niet mogelijk. Daarop ontwierp hij een ander tweetaktmotortje, met een roterende inlaat dit keer. Dit Model A werd alleen geleverd als hulpmotor voor fietsen, en het werd een groot succes. Daarna volgde het mislukte project Model B, een triporteur die een slechte wegligging had en niet verder kwam dan het prototypestadium. Het Model C werd geleverd als gemotoriseerde fiets. Het 96cc-motortje leverde drie pk en daarvoor was een steviger frame en een geveerde voorvork nodig. Als dit model geen pedalen had gekregen was het al een echt motorfietsje geweest. Het Dream Model D was wél een echte motorfiets, met een 98cc-tweetaktmotor en een halfautomatische versnellingsbak. Die had Honda toegevoegd om het rijden voor beginnelingen te vereenvoudigen, maar de versnellingsbak werkte niet goed en het publiek begon zich ook af te keren van de luidruchtige tweetaktmotoren. 

### Prototype
In maart 1951 liet directeur Honda zijn constructeur Kiyoshi Kawashima van de motorenfabriek in Hamamatsu naar de assemblagefabriek in Tokio komen. Hij vroeg hem om "een ogenblik" te komen, maar uiteindelijk kreeg Kawashima de opdracht een viertaktmotor te maken en hij werkte twee maanden in Tokyo. Toen kon hij de tekeningen van de 145cc-motor aan Honda en verkoopdirecteur Takeo Fujisawa tonen. Op 15 juli was een prototype klaar. Als testparcours koos men voor de Hakone-pas, een bergweg die zelfs voor vrachtauto's niet te nemen was zonder af en toe te pauzeren. Kawashima fungeerde als testrijder, terwijl Honda en Fujisawa hem begeleidden met een Buick. Het regende hevig door een naderende typhoon, maar de motor presteerde uitstekend en nam de steile klim zelfs in de hoogste (tweede) versnelling.

## Dream Model E-modellen

### Dream Model E
Het Dream Model E werd in oktober 1951 gepresenteerd en was een groot succes. Hoewel er - ook in Japan - steeds meer viertaktmotoren kwamen, waren dat allemaal zijklepmotoren, die goedkoper en makkelijker te produceren waren. Honda had echter met zijn tweetakten al de naam opgebouwd dat ze sterker waren dan de concurrentie en het Model E kreeg dan ook een kopklepmotor. Dat volgde ook de filosofie van Soichiro Honda, die al vanaf het begin moderne technieken toepaste. De eerdere tweetaktmotoren waren dan ook meer een middel geweest om het bedrijf op te kunnen starten. Het Model E was het eerste waar Honda echt plezier in had. Het model kreeg een meervoudige droge plaatkoppeling, die weer - zoals gebruikelijk - met de linkerhand bediend werd. Al snel werden er 130 motorfietsen per dag geproduceerd en de export kwam op gang: vanaf januari 1952 werd het Model 2E in de Filipijnen verkocht. 

### Dream Model 2E
Model 2E werd in januari 1952 gepresenteerd en had nu een wat zwaardere 160cc-motor.

### Dream Model 3E
Model 3E van oktober 1953 had nog dezelfde motor als de 2E, maar kreeg een drieversnellingsbak.

### Dream Model 4E en Dream Model 6E
In januari 1954 volgden twee nieuwe versies, het zwaardere, 220cc-Model 4E en het lichtere, 190cc-Model 6E. Net als de 2E ontstonden deze modellen doordat de geallieerden toestemming hadden gegeven om motorfietsen groter dan 150 cc te gaan maken. Over de 4E kwamen echter al snel klachten. De motor sloeg om onverklaarbare redenen af. Samen met de mislukte Juno K-scooter en klachten over de Cub F-clip-on motor bracht het Model 4E Honda in 1954 in grote problemen. De magazijnen stonden vol met 4E's die niet afgeleverd werden én die door dealers waren teruggestuurd en monteurs reisden door Japan om de carburateurs van reeds geleverde Dream 4E's te vervangen. Honda schakelde de hele productie over op de Dream Model 6E, maar moest uiteindelijk de productie vrijwel stilleggen omdat eerste de aangepast Model Dream 4E moesten worden verkocht. 

### Dream Model 9E
Het Model 6E werd in november 1955 het Model 9E, maar de enige wijziging was het hogere vermogen van 7,5 pk. 
De toevoegingen aan het modeltype stonden dus alleen voor de motoren en versnellingsbakken. Dat verklaart ook het ontbreken van de modellen 7E en 8E, motoren en versnellingsbakken voor de Honda Juno K-scooter. 

## Technische gegevens
| Honda                  | Dream Model E                     | Dream Model 2E                    | Dream Model 3E                    | Dream Model 4E                    | Dream Model 6E                    | Dream Model 9E                    |
| ---------------------- | --------------------------------- | --------------------------------- | --------------------------------- | --------------------------------- | --------------------------------- | --------------------------------- |
| Periode                | 1951-1952                         | 1952-1953                         | 1953                              | 1954                              | 1954                              | 1955                              |
| Categorie              | Toermotorfiets                    | Toermotorfiets                    | Toermotorfiets                    | Toermotorfiets                    | Toermotorfiets                    | Toermotorfiets                    |
| Motortype              | Kopklepmotor                      | Kopklepmotor                      | Kopklepmotor                      | Kopklepmotor                      | Kopklepmotor                      | Kopklepmotor                      |
| Bouwwijze              | Luchtgekoelde staande eencilinder | Luchtgekoelde staande eencilinder | Luchtgekoelde staande eencilinder | Luchtgekoelde staande eencilinder | Luchtgekoelde staande eencilinder | Luchtgekoelde staande eencilinder |
| Smeersysteem           | Wet-sumpsysteem                   | Wet-sumpsysteem                   | Wet-sumpsysteem                   | Wet-sumpsysteem                   | Wet-sumpsysteem                   | Wet-sumpsysteem                   |
| Boring                 | 57 mm                             | Onbekend                          | Onbekend                          | Onbekend                          | Onbekend                          | Onbekend                          |
| Slag                   | 57 mm                             | Onbekend                          | Onbekend                          | Onbekend                          | Onbekend                          | Onbekend                          |
| Cilinderinhoud         | 145,5 cc                          | 160 cc                            | 160 cc                            | 220 cc                            | 190 cc                            | 190 cc                            |
| Max. vermogen          | 4,0 kW/5,5 pk bij 5.000 tpm       | 4,4 kW/6 pk                       | 4,4 kW/6 pk                       | 6,2 kW/8,5 pk                     | 4,6 kW/6,2 pk                     | 5,5 kW/7,5 pk                     |
| Primaire aandrijving   | Ketting                           | Ketting                           | Ketting                           | Ketting                           | Ketting                           | Ketting                           |
| Koppeling              | Meervoudige droge plaat           | Meervoudige droge plaat           | Meervoudige droge plaat           | Meervoudige droge plaat           | Meervoudige droge plaat           | Meervoudige droge plaat           |
| Versnellingen          | 2                                 | 2                                 | 3                                 | 3                                 | 3                                 | 3                                 |
| Secundaire aandrijving | Ketting                           | Ketting                           | Ketting                           | Ketting                           | Ketting                           | Ketting                           |
| Rijwielgedeelte        | Plaatframe                        | Plaatframe                        | Plaatframe                        | Plaatframe                        | Plaatframe                        | Plaatframe                        |
| Voorvork               | Telescoopvork                     | Telescoopvork                     | Telescoopvork                     | Telescoopvork                     | Telescoopvork                     | Telescoopvork                     |
| Achtervork             | Star                              | Star                              | Star                              | Star                              | Star                              | Star                              |
| Remmen                 | Trommelremmen voor en achter      | Trommelremmen voor en achter      | Trommelremmen voor en achter      | Trommelremmen voor en achter      | Trommelremmen voor en achter      | Trommelremmen voor en achter      |
| Droog gewicht          | 97 kg                             | 97 kg                             | 97 kg                             | 97 kg                             | 97 kg                             | 97 kg                             |
| Voorganger             | Dream Model D                     | Dream Model E                     | Dream Model 2E                    | Dream Model 3E                    | Dream Model 3E                    | Dream Model 4E en 6E              |
| Opvolger               | Dream Model 2E                    | Dream Model 3E                    | Dream Model 4E                    | Dream Model 9E                    | Dream Model 9E                    | Dream SA                          |